# Piet Verschelde
Piet Verschelde, né le 3 novembre 1964 à Waregem, est un footballeur belge devenu entraîneur. Durant sa carrière de joueur, il jouait au poste d'attaquant de pointe et a inscrit plus de 200 buts en matches officiels, toutes compétitions confondues.

## Carrière
Natif de Waregem, Piet Verschelde commence le football au Zultse VV, un club d'un village voisin évoluant dans les séries provinciales. Après trois saisons, il est recruté par le KMSK Deinze, un club de Promotion. Il inscrit 22 buts en championnat et rejoint ensuite le KSK Roulers, une équipe qui évolue en Division 3. Il y reste deux ans, inscrivant 35 buts en championnat. En 1989, son club termine vice-champion dans sa série et durant l'été, il est recruté par le champion, le Sint-Niklaasse SK. Pour son premier match avec ses nouvelles couleurs, le 19 août 1989 en Coupe de Belgique contre le Racing Gand, il inscrit un triplé. En championnat, il marque à douze reprises. En 1990, il est transféré au KRC Harelbeke, un autre club de deuxième division, où il confirme ses talents de buteur et inscrit 25 buts en deux ans.
Durant l'été 1992, Piet Verschelde est recruté par le KFC Lommelse SK, une équipe de première division. Malheureusement pour lui, il se blesse à la mi-septembre et reste écarté des terrains pendant plus de quatre mois. Lorsqu'il revient de blessure, il ne parvient pas à obtenir une place de titulaire et vit la première saison de sa carrière sans inscrire le moindre but. Il redescend alors en Division 2 et s'engage avec l'Excelsior Mouscron. Avec le club hennuyer, il participe trois années consécutives au tour final pour l'accession à la Division 1, qu'il finit par remporter en 1996. À titre personnel, Piet Verschelde dispute ses saisons les plus productives, terminant deux fois de suite meilleur buteur de Division 2 en 1995 et en 1996. Lors de la saison 1994-1995, il inscrit 36 buts en championnat, dont trois triplés et dix doublés. La saison suivante, il réaliste deux hat-tricks consécutifs lors des tours préliminaires de la Coupe de Belgique, contre le KRC Malines et le RCS Libramontois et inscrit un quadruplé contre le KFC Turnhout en championnat le 6 avril 1996. Au total, il inscrit 85 buts en 105 rencontres officielles lors de ses trois saisons à Mouscron.
Malgré ces bonnes statistiques et la montée parmi l'élite décrochée, il quitte le club et retourne au KRC Harelbeke, promu en Division 1 un an plus tôt. Lors de sa première saison, il termine deuxième meilleur buteur du championnat avec vingt buts, derrière l'attaquant croate du FC Bruges Robert Špehar. Il entame la saison suivante au même club mais à la fin du mois d'octobre 1997, il part tenter sa chance à l'étranger et s'engage avec l'OGC Nice, un club de Ligue 1. Il ne parvient pas à s'y imposer et joue très peu. Le club termine dernier en championnat et remporte la Coupe de France mais Piet Verschelde ne participe pas à la finale. En fin de saison, il décide de revenir en Belgique et rejoint le RWD Molenbeek, relégué en deuxième division. Un an plus tard, il redescend en troisième division en s'engageant au Royal Albert Elisabeth Club de Mons. Il ne joue que neuf rencontres en championnat, assez pour lui permettre d'inscrire huit buts et fêter le titre de champion en fin de saison. Il joue peu l'année suivante et s'en va durant l'été 2001 au Vigor Hamme, en Division 3. Après une dernière saison sans but, il met un terme à sa carrière de joueur.
En 2003, Piet Verschelde est nommé entraîneur du Jong Zulte, un petit club évoluant en quatrième provinciale. En dix ans, il parvient à l'amener en deuxième provinciale. En novembre 2013, il est recruté par le KSK Maldegem, un club de première provinciale, mais il est licencié en septembre 2014. En juillet 2015, il prend en mains le KVC Deerlijk Sport, une équipe de « P2 ».

## Palmarès
- 1 fois champion de Belgique de Division 3 en 2000 avec le Royal Albert Elisabeth Club de Mons.
- 2 fois meilleur buteur de Division 2 en 1995 (36 buts) et en 1996 (32 buts)

## Statistiques
| Saison                | Club                  | Championnat           | Championnat | Championnat | Coupe nationale | Coupe nationale | Coupe de la Ligue | Coupe de la Ligue | Total | Total |
| Saison                | Club                  | Division              | M.          | B.          | M.              | B.              | M.                | B.                | M.    | B.    |
| 1983-1984             | Zultse VV             | prov.                 | -           | -           | -               | -               | 0                 | 0                 | 0     | 0     |
| 1984-1985             | Zultse VV             | prov.                 | -           | -           | -               | -               | 0                 | 0                 | 0     | 0     |
| 1985-1986             | Zultse VV             | prov.                 | -           | -           | -               | -               | 0                 | 0                 | 0     | 0     |
| Sous-total            | Sous-total            | Sous-total            | -           | -           | -               | -               | 0                 | 0                 | 0     | 0     |
| 1986-1987             | KMSK Deinze           | Promotion             | -           | 22          | -               | -               | 0                 | 0                 | 0     | 22    |
| Sous-total            | Sous-total            | Sous-total            | -           | 22          | -               | -               | 0                 | 0                 | 0     | 22    |
| 1987-1988             | KSK Roulers           | Division 3            | -           | 14          | -               | -               | 0                 | 0                 | 0     | 14    |
| 1988-1989             | KSK Roulers           | Division 3            | -           | 21          | -               | -               | 0                 | 0                 | 0     | 21    |
| Sous-total            | Sous-total            | Sous-total            | -           | 35          | -               | -               | 0                 | 0                 | 0     | 35    |
| 1989-1990             | Sint-Niklaasse SK     | Division 2            | 30          | 12          | 2               | 3               | 0                 | 0                 | 32    | 15    |
| Sous-total            | Sous-total            | Sous-total            | 30          | 12          | 2               | 3               | 0                 | 0                 | 32    | 15    |
| 1990-1991             | KRC Harelbeke         | Division 2            | 29          | 6           | 1               | 0               | 0                 | 0                 | 30    | 6     |
| 1991-1992             | KRC Harelbeke         | Division 2            | 29          | 17          | 2               | 2               | 0                 | 0                 | 31    | 19    |
| Sous-total            | Sous-total            | Sous-total            | 58          | 23          | 3               | 2               | 0                 | 0                 | 61    | 25    |
| 1992-1993             | KFC Lommelse SK       | Division 1            | 11          | 0           | 0               | 0               | 0                 | 0                 | 11    | 0     |
| Sous-total            | Sous-total            | Sous-total            | 11          | 0           | 0               | 0               | 0                 | 0                 | 11    | 0     |
| 1993-1994             | RE Mouscron           | Division 2            | 24          | 9           | 1               | 0               | 0                 | 0                 | 25    | 9     |
| 1994-1995             | RE Mouscron           | Division 2            | 37          | 36          | 4               | 1               | 0                 | 0                 | 41    | 37    |
| 1995-1996             | RE Mouscron           | Division 2            | 36          | 32          | 3               | 7               | 0                 | 0                 | 39    | 39    |
| Sous-total            | Sous-total            | Sous-total            | 97          | 77          | 8               | 8               | 0                 | 0                 | 105   | 85    |
| 1996-1997             | KRC Harelbeke         | Division 1            | 33          | 20          | 1               | 0               | 0                 | 0                 | 34    | 20    |
| 1997-1998             | KRC Harelbeke         | Division 1            | 9           | 8           | 1               | 1               | 0                 | 0                 | 10    | 9     |
| Sous-total            | Sous-total            | Sous-total            | 42          | 28          | 2               | 1               | 0                 | 0                 | 44    | 29    |
| 1997-1998             | OGC Nice              | Division 1            | 13          | 3           | 2               | 3               | 1                 | 0                 | 16    | 6     |
| Sous-total            | Sous-total            | Sous-total            | 13          | 3           | 2               | 1               | 1                 | 0                 | 16    | 4     |
| 1998-1999             | RWD Molenbeek         | Division 2            | 22          | 6           | 2               | 2               | 1                 | 0                 | 25    | 8     |
| Sous-total            | Sous-total            | Sous-total            | 22          | 6           | 2               | 2               | 1                 | 0                 | 25    | 8     |
| 1999-2000             | RAEC Mons             | Division 3            | 9           | 8           | 2               | 1               | 0                 | 0                 | 11    | 9     |
| 2000-2001             | RAEC Mons             | Division 2            | 11          | 4           | 0               | 0               | 0                 | 0                 | 11    | 4     |
| Sous-total            | Sous-total            | Sous-total            | 20          | 12          | 2               | 1               | 0                 | 0                 | 22    | 13    |
| 2001-2002             | Vigor Hamme           | Division 3            | 10          | 0           | 2               | 0               | 0                 | 0                 | 12    | 0     |
| Sous-total            | Sous-total            | Sous-total            | 10          | 0           | 2               | 0               | 0                 | 0                 | 12    | 0     |
| Total sur la carrière | Total sur la carrière | Total sur la carrière | 303         | 218         | 23              | 18              | 2                 | 0                 | 328   | 236   |